# 6-氟色胺
6-氟色胺（6-FT，6-fluoro-T；代号：PAL-227）是一种5-羟色胺受体激动剂及單胺釋放劑，为色胺类化合物。
它对血清素5-HT1A和5-HT2A受体具有亲和力，Ki值分别为267 nM和606 nM。